# Maître Gazonga
Pour les articles homonymes, voir Saleh.
Maître Gazonga, de son vrai nom Ahmat Saleh Rougalta, est né le 27 mai 1948 à Am-Timan, au sud-est du Tchad et mort le 1er avril 2006 à N'Djaména, est un chanteur compositeur tchadien.

## Biographie
À l'âge de 20 ans, Maître Gazonga entre dans le groupe International chalal dont il est membre fondateur. Il enregistre son premier album Golden Afrique à Abidjan en 1984.
Le groupe donne des concerts pendant plusieurs mois dans toutes les régions du Tchad où les villageois pouvaient payer avec ce qu’ils avaient : du sorgho, du riz, du poisson séché, des poulets, des haricots… Et pendant que le groupe allait de village en village, deux camions faisaient des aller-retour avec la capitale N'Djaména, pour vendre au marché une partie des produits récupérés, l’autre étant directement donnée aux familles des musiciens. L’argent ainsi récupéré permettait de payer les salaires et avec les profits réalisés, ils pouvaient répéter le reste de l’année et enregistrer de nouveaux titres.

## Dans la culture
- Le film Black Mic-Mac se clôture au son de sa chanson Les Jaloux Saboteurs. Il est crédité au générique sous le nom d'Hamed Gazonga[1].
- La chanson Les Jaloux Saboteurs se trouve dans le film Aya de Yopougon[2].